# Позднее
Позднее (укр. Пізнє) — село в Козелецком районе Черниговской области Украины. Население 10 человек. Занимает площадь 0,203 км².
Код КОАТУУ: 7422081505. Почтовый индекс: 17082. Телефонный код: +380 4646.

## Власть
Орган местного самоуправления — Бригинцовский сельский совет. Почтовый адрес: 17082, Черниговская обл., Козелецкий р-н, с. Бригинцы, ул. Ленина, 24а.